# Gottlob Wilhelm Meyer

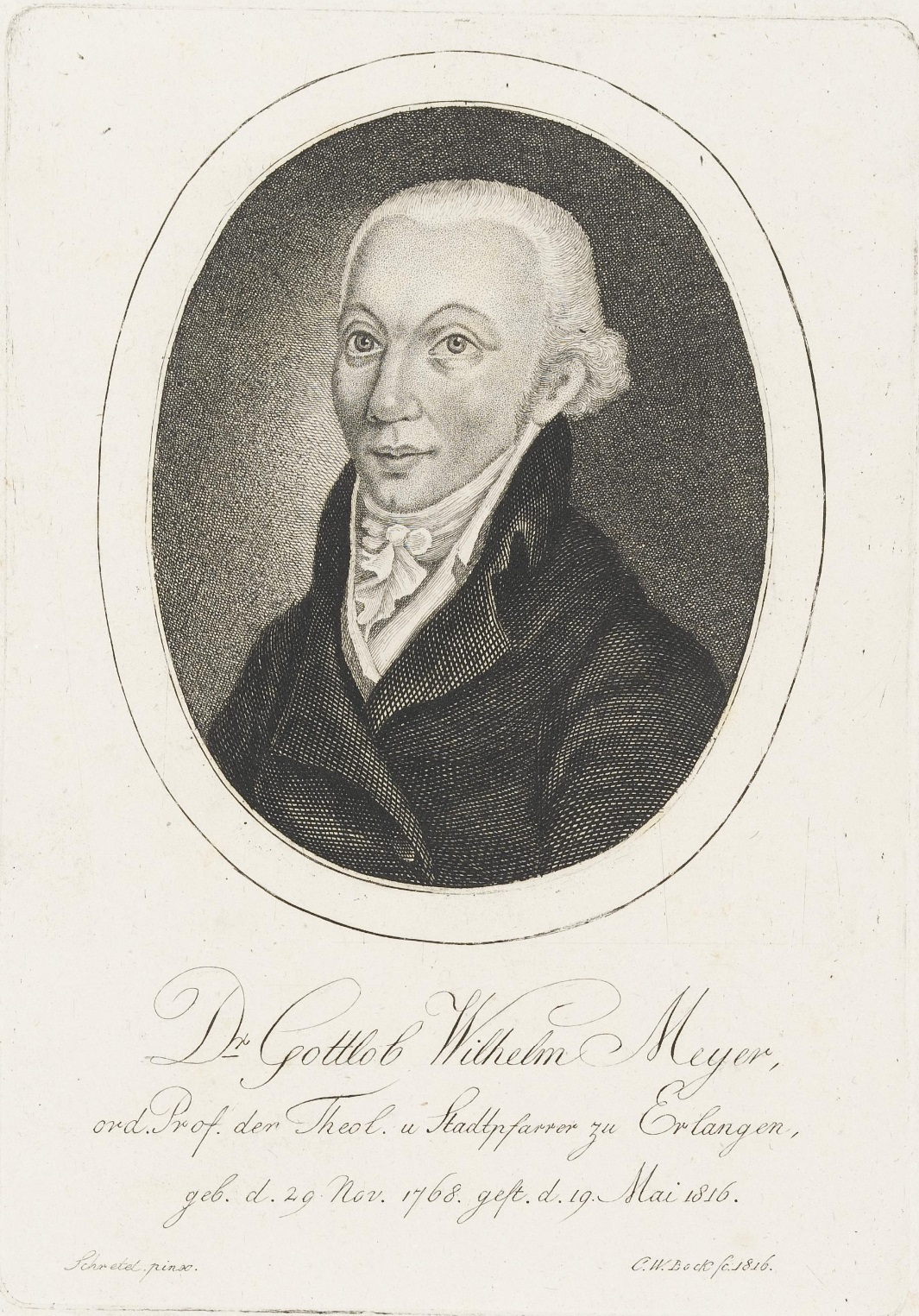
Christoph Wilhelm Bock: Gottlob Wilhelm Meyer (1816)

Gottlob Wilhelm Meyer (* 29. November 1768 in Lübeck; † 19. Mai 1816 in Erlangen) war ein deutscher lutherischer Theologe, Geistlicher und Hochschullehrer.

## Leben
Meyer war Sohn eines Kaufmanns. Er besuchte von 1781 bis 1788 das Lübecker Gymnasium und ging anschließend zum Studium der Theologie an die Universität Jena. Dort verblieb er bis 1792, zog sich dann zu privaten Studien in seine Heimatstadt Lübeck zurück. 1794 nahm er an der Universität Göttingen erneut das Studium auf. Dort erhielt er 1797 den Magistergrad im Fach Philosophie. Noch 1797 habilitierte er sich an der Göttinger Universität und wurde Privatdozent sowie Repetent an der Theologischen Fakultät. Ab 1801 war er außerdem Zweiter Universitätsprediger und 1804 lehnte er einen Ruf an die Universität Rostock ab.
Meyer nahm zum 12. Dezember 1804 einen Ruf als ordentlicher Professor und Diakon an die Universität Altdorf an, am 12. Mai 1805 erfolgte seine Ordination. Noch 1805 wurde er zum Dr. theol. promoviert, 1808 zum Archidiakon befördert. 1810 erhielt er die Stelle des Dekans von Altdorf und 1811 zusätzlich noch die des Schulinspektors, nachdem die Universität 1809 geschlossen wurde.
Meyer folgte zum 1. April 1813 einem Ruf als ordentlicher Professor der Theologie an die Universität Erlangen. Dort übernahm er neben seiner Professur zum 8. März 1814 zugleich die Stelle des Pfarrers der Erlanger Neustadt.

## Werke (Auswahl)
- Dissertatio Foederis Cum Jehova Notionem, Barmeier, Göttingen 1797.
- Versuch einer Hermeneutik des Alten Testaments, 2 Bände, Bohn, Lübeck 1799–1800.
- Geschichte der Schrifterklärung seit der Wiederherstellung der Wissenschaften, 5 Bände, Röwer, Göttingen 1802–1809.
- Apologie der geschichtlichen Auffassung aller historischen Bücher des Alten Testamentes, besonders des Pentateuchs, Seidel, Sulzbach 1811.
- Synodal-Reden gehalten von protestantischen Distrikts-Dekanen im Königreich Baiern, 2 Bände, Seidel, Sulzbach 1813–1816.